# Bolt (browser)
BOLT Browser è stato un browser web per smartphone in sviluppo fra il 2008 e il 2010, in grado di eseguire applicazioni Java ME. Il browser BOLT era in licenza freeware per i consumatori e dietro licenza agli operatori di rete mobile e ai produttori di cellulari.

## Storia
- 15 gennaio 2009: BOLT viene introdotto come beta privata[1]
- 16 febbraio 2009: BOLT viene reso disponibile al pubblico al Mobile World Congress.[2]
- 1 aprile 2009: Beta2 viene rilasciata al CTIA Wireless 2009 a Las Vegas. Questa versione include miglioramenti, correzioni per i bug minori e nuove funzionalità.[3]
- 29 giugno 2009: Beta3 viene rilasciato, una versione lite viene annunciata. Beta3 include included miglioramenti importanti, correzioni su piccoli bug e nuove funzionalità.[4]
- 7 ottobre 2009: BOLT 1.5 viene rilasciato. Prima versione commerciale segna la fine del beta testing.[5]
- 23 marzo 2010: BOLT 2.0 Versione Beta viene annunciato dagli sviluppatori di Bitstream Inc.Il più grande cambiamento è l'inclusione della navigazione a schede[6]
- 24 maggio 2010: BOLT 2.1 viene rilasciato, introducendo il supporto video HTML5[7]

Nel 2011 il sito Web ufficiale fa visualizzare il seguente messaggio:
```
Dear BOLT User, 

The free BOLT mobile browsing service has been discontinued. 
Unfortunately, the economic circumstances prevent us from
running a free service going forward. We apologize for any
inconvenience and thank you for your loyalty and support. 

The BOLT Team
```

Inoltre, il browser visualizzava un banner che indicava che il servizio sarebbe stato interrotto il 14 dicembre. Né il sito Web né le e-mail corrispondenti inviate agli utenti hanno menzionato la possibilità di una versione a pagamento.
A partire dal 14 dicembre 2011, gli impianti esistenti di BOLT sono stati resi offline.
Dal 2016 il sito ufficiale è stato chiuso, sostituito con pubblicità legate al gioco d'azzardo.

## Distribuzione
BOLT poteva essere installato sui dispositivi basati su Java MIDP 2 e CLDC 1.0 o versioni successive e funzionava anche su dispositivi Palm con supporto J2ME. Il supporto per Android fu disponibile nel 2011. I dispositivi BlackBerry avevano una versione dedicata.
BOLT era disponibile per Windows Mobile 6 tra cui HTC Touch, MOTO Q, MOTO Q9c (con sistema operativo Windows Mobile 6.1) e MOTO Q9h. Tuttavia, BOLT non supporta il dispositivo Windows Mobile MOTO Q8.
La società della Romania Allview aveva selezionato il browser come partner per la sua linea di telefoni venduti in Europa. KC Mobile, un produttore e fornitore di telefoni cellulari con sede in Corea per il mercato cinese dei telefoni cellulari, ha precaricato il browser nei suoi telefoni..
Il browser veniva distribuito anche in modalità di white label agli OEM.

## Caratteristiche
BOLT è stato realizzato utilizzando il motore di rendering WebKit. Non era supportato Flash ma c'era il supporto per il formato FLV (come nei siti Web di streaming video tra cui www.youtube.com, www.myspace.com, video.google.com, ecc.).
Di particolare, in BOLT era presente una funzionalità di compressione dei dati, facendoli passare da alcuni server negli Stati Uniti. Era poi stata brevettata una vista compressa del layout di pagina in stile desktop, visibile nella parte superiore 2/3 dello schermo. Vi era supporto a streaming audio e video basato su HTML5. Supportava anche il supporto di video flash in streaming esteso. Era possibile fare un backup dei preferiti nella memoria del dispositivo e ripristinarli in un altro dispositivo con lo stesso browser.
Era fornito il supporto JavaScript versione 3 di ECMA Script. Il test Acid3 era superato senza problemi. Acid3 è una pagina di test del progetto Web Standard che verifica quanto un browser Web supporti determinati standard web.
BOLT era disponibile in inglese, spagnolo, russo e indiano. fra cui Hindi, Bengali, Gurumukhi, Telugu, Tamil, Kannada, Gujarati, Malayalam e Oriya.
BOLT supporta la visualizzazione di siti web in tutte le lingue che usano l'alfabeto latino e molte altre basate sull'alfabeto latino. Utilizzando l'utility "Installa Fonts", è anche possibile visualizzare i siti Web in varie lingue che usano l'alfabeto cirillico.

## Riconoscimenti
Alcuni riconoscimenti di rilevanza sul browser BOLT:
- Mobile Merit Awards | 2010 | Runner Up in Overall Consumer Application and Service Delivery Platform categories.  Il BOLT Mobile Browser è stato nominato Runner Up nel Mobile Merit Awards 2010 in due categorie: Migliore applicazione mobile e migliore piattaforma di erogazione dei servizi.[17]
- CTIA E-Tech Awards | 2010 | First Place in Mobile Applications – Entertainment/Social Networking Category[18]
- Mobile Star Awards | 2009 | Superstar Award in Consumer App: Web Browser category.  Il browser mobile BOLT ha ottenuto il massimo riconoscimento nell'ottavo programma annuale Mobile Star Awards, vincendo il premio SUPERSTAR nella categoria Consumer App: Web Browser. Altri candidati in questa categoria includevano Apple - Safari per iPhone, Opera Mobile e Skyfire.[19]
- Stevie Awards | 2009 | Finalist for Most Innovative Company of the Year[20]
- CNET Webware 100 Award Finalist | 2009 | Finalist Browsing category[21]
- Tech Awards Circle | 2009 | Bronze Award per il miglior software Consumer / SOHO[22]
- PC Magazine | 29 dicembre 2009 | 4 stelle/5[23]